# Velmariri Bambari
Velmariri Bambari (nascida em 1980, na indonésia) é uma ativista indonésia que trabalha pelos direitos das vítimas de violência sexual, que tem uma deficiência física que a obriga a usar muletas.

## Educação e ativismo
Velmariri Bambari é uma dona de casa que, em 2014 decidiu fazer uma formação de três anos no Instituto Mosintuwu em proteção infantil e empoderamento feminino. Desde 2018, ela levantou a voz por denunciar a situação das vítimas de violência sexual numa zona remota da Indonésia, e decidiu acompanhar as vítimas de violência sexual até as delegacias para dar suporte psicológico às vitímas para que as denúncias fossem realizadas. Nesta área, em Sulawesi Central, tanto os perpetradores quanto as mulheres sobreviventes de abuso sexual são multados, de acordo com a lei consuetudinária. Ela insistiu que essas regras fossem ignoradas para prender os agressores e que o direito positivo e não o direito consuetudinário fosse levado em consideração. Velmariri também trabalha para que as mulheres vítimas tenham independência econômica. Até julho de 2022, ela já havia ajudado nove mulheres nessa situação.

## Reconhecimento
Em 2022, foi reconhecida pela BBC como uma das 100 mulheres mais inspiradoras do mundo.